# La Fiancée alsacienne
La Fiancée alsacienne (ou Le Serment de la morte) est une chanson datant de 1874, de Gaston Villemer (paroles) et Félicien Vargues (musique).
Après l'écrasement de la Commune de Paris et la perte de l’Alsace-Lorraine lors de la guerre franco-prussienne de 1870, elle exalte le sentiment patriotique et l’idée de revanche qui prévaut jusqu'à la Première Guerre mondiale. Voir aussi dans le même registre, Le Violon brisé.
Le petit format illustré (lithographie anonyme en noir-et-blanc) mentionne : créée par Mme Amiati de la Scala et par Mr Albin de l'Éden-Concert.

## Interprètes
- 1874 : Mme Amiati à la Scala
- 1874 : Mr Albin à l'Éden-Concert

- 1994 : Marc Ogeret : enregistrement ; album Autour de la Commune